# Frederic Austin Ogg

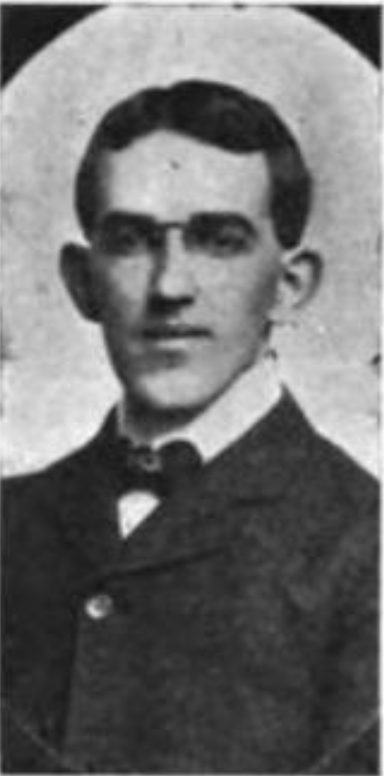
Frederic Austin Ogg (1906)

Frederic Austin Ogg (* 1878; † 1951) war ein US-amerikanischer Politikwissenschaftler, der 1940/41 als Präsident der American Political Science Association (APSA) amtierte. Zu diesem Zeitpunkt war er Professor an der  University of Wisconsin–Madison. Von 1926 bis 1949 war er Herausgeber der American Political Science Review. An der Universität wurde ein Studentenwohnheim nach ihm benannt.

## Schriften (Auswahl)
- English government and politics. Macmillan Co., New York 1929.
- Builders of the Republic. Yale University Press, Nev Haven 1927.
- The reign of Andrew Jackson. Achronicle of the frontier in politics. Yale University Press, Nev Haven 1919.
- National progress, 1907–1917. Harper & Brothers, New York/London 1918.
- The governments of Europe. Macmillan Co., New York 1913.